# Neuvième lycée de Belgrade
Le Neuvième lycée (en serbe cyrillique : Девета гимназија ; en serbe latin :  Deveta gimnazija) est un établissement scolaire situé à Belgrade, la capitale de la Serbie, dans la municipalité urbaine de Novi Beograd. Créé en 1962, il est dédié au mathématicien serbe Mihailo Petrović (en).

## Élèves célèbres
- Zoran Đinđić (1952-2003), président du gouvernement de la Serbie ;
- Nenad Bogdanović (1954-2007), ancien maire de Belgrade;
- Saša M. Savić (sr) (né en 1956), peintre
- Dragan Đilas (né en 1967), maire de Belgrade ;
- Mlađan Dinkić (né en 1964), ministre de l'Économie et des finances ;
- Stefan Arsenijević (né en 1977), réalisateur ;
- Ivan Milinković (sr), chanteur du groupe Legende (sr) ;
- Igor Rakočević (né en 1978), joueur de basket-ball ;
- Verica Rakočević (en), créatrice de mode ;
- Vanja Bulić (en), journaliste et écrivain ;
- Vladimir Pištalo (en), écrivain;